# هرمانزدنكمال

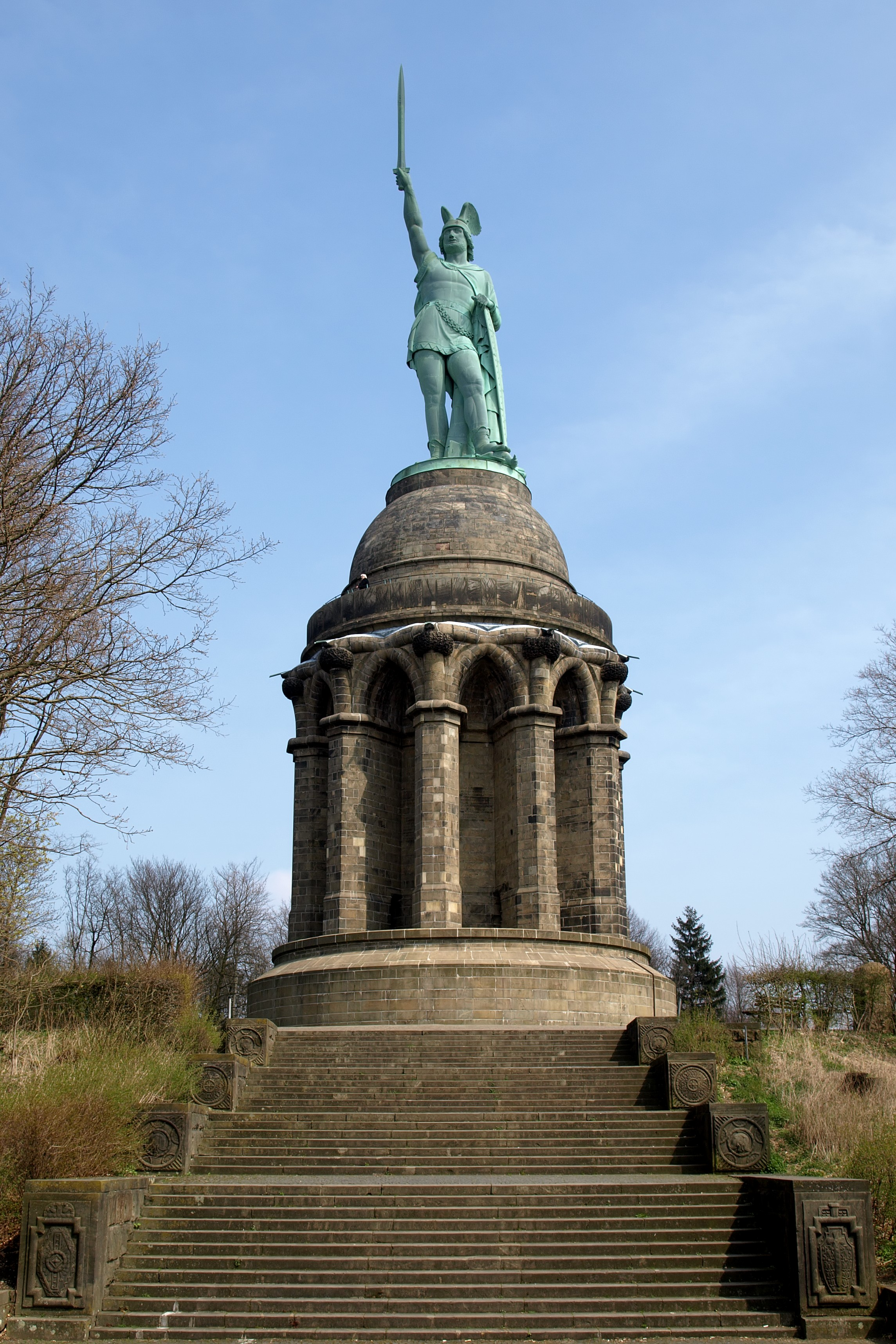
نصب تذكاري "هيرمانزدنكمال" بالقرب من مدينة دتمولد. ألمانيا

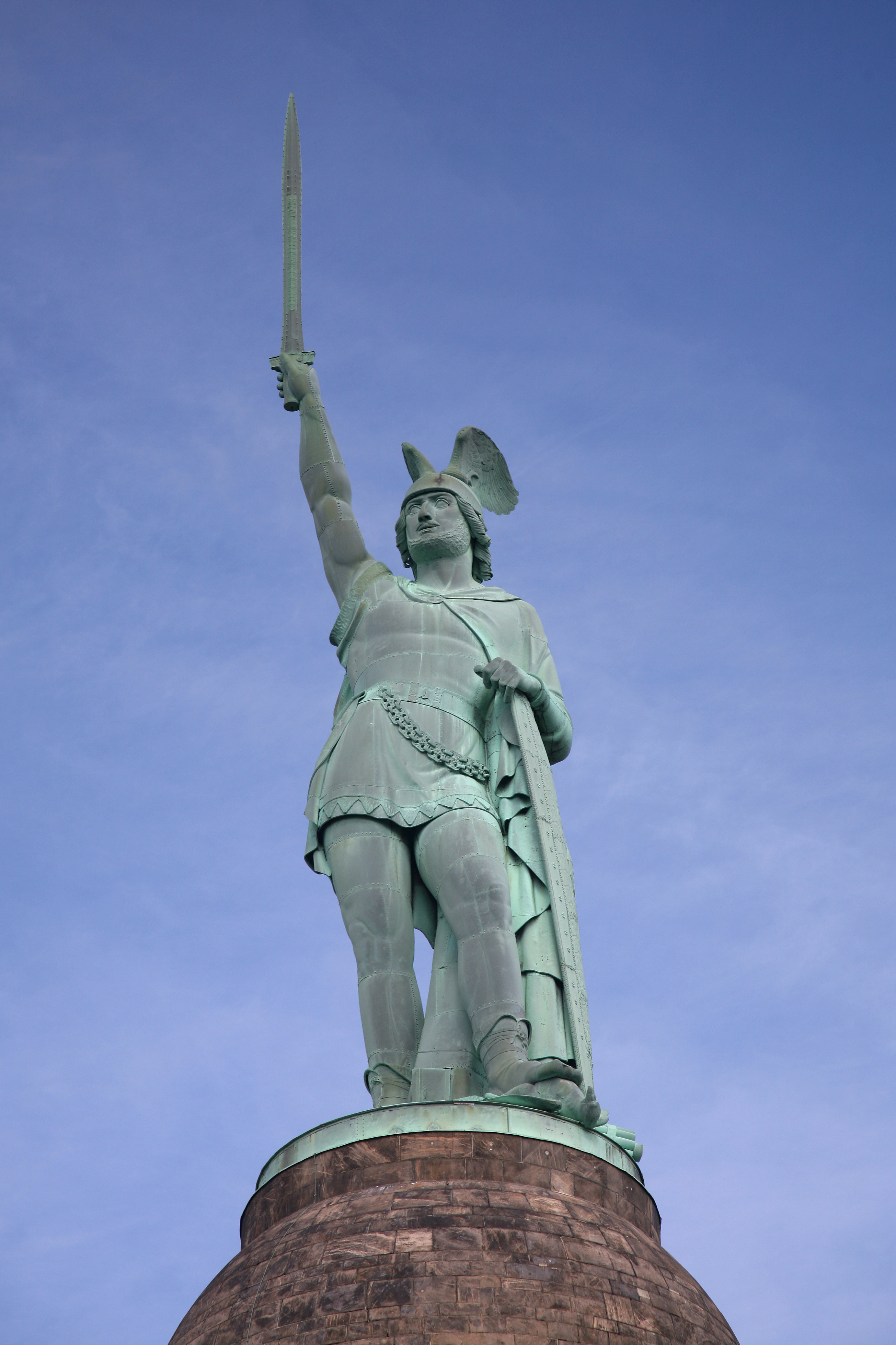
تمثال هيرمان ، ويصل طول السيف وحده نحو 7 أمتار ويزن 550 كيلوجرام.

هرمانزدنكمال (بالألمانية: Hermannsdenkmal) هو نصب تذكاري لأحد أبطال الألمان يسمى هرمان (عاش في أوائل القرن الأول الميلادي) في شمال ألمانيا. النصب التذكاري يرمز إلى انتصار الجرمان على الجيش الروماني خلال العام التاسع بعد الميلاد تحت قيادته. موقع النصب في غابة «تيتوبرغروالد» بالقرب من مدينة دتمولد في ولاية وستفاليا ومدينة أوسنابروك بولاية سكسونيا السفلى بألمانيا. وقد شُيُّد هذا النصب التذكاري للقائد «هيرمان» بين الأعوام 1938 إلى 1975 طبقا لنموذج ل إيرنست فون باندل من عام 1875 .
يصل ارتفاع التمثال نفسه 6 و 26 متر، وارتفاع النصب الكلي 5 و 53 متر. وهو أعلى تمثال في ألمانيا، وكان أعلى تمثال في العالم بين 1875 و 1886 .

## السياحة
يعتبر تمثال هيرمان من أكثر النصب التي يزورها السياح عند زيارتهم لألمانيا، حيث يأتي إليه نحو 130.000 زائر كل عام. ويماثله في شهرته صخور اكسترنشتاينه وهي تشكيلات صخرية طبيعية فريدة منذ العصور القديمة تقع بالقرب منه في جنوب غابة «تيتوبرغروالد».ويمكن تسلق قاعدة التمثال فيحظى المرء بمنظر بديع للغابة الكثيفة حوله.
كما قام الألمان الذين نزحوا إلى أمريكا الشمالية ببناء تمثال مشابه في مدينة «نيو أولم»، مينيسوتا. كما يعرف هذا النصب التذكاري بالإنجليزية ب «هيرمان الألماني»

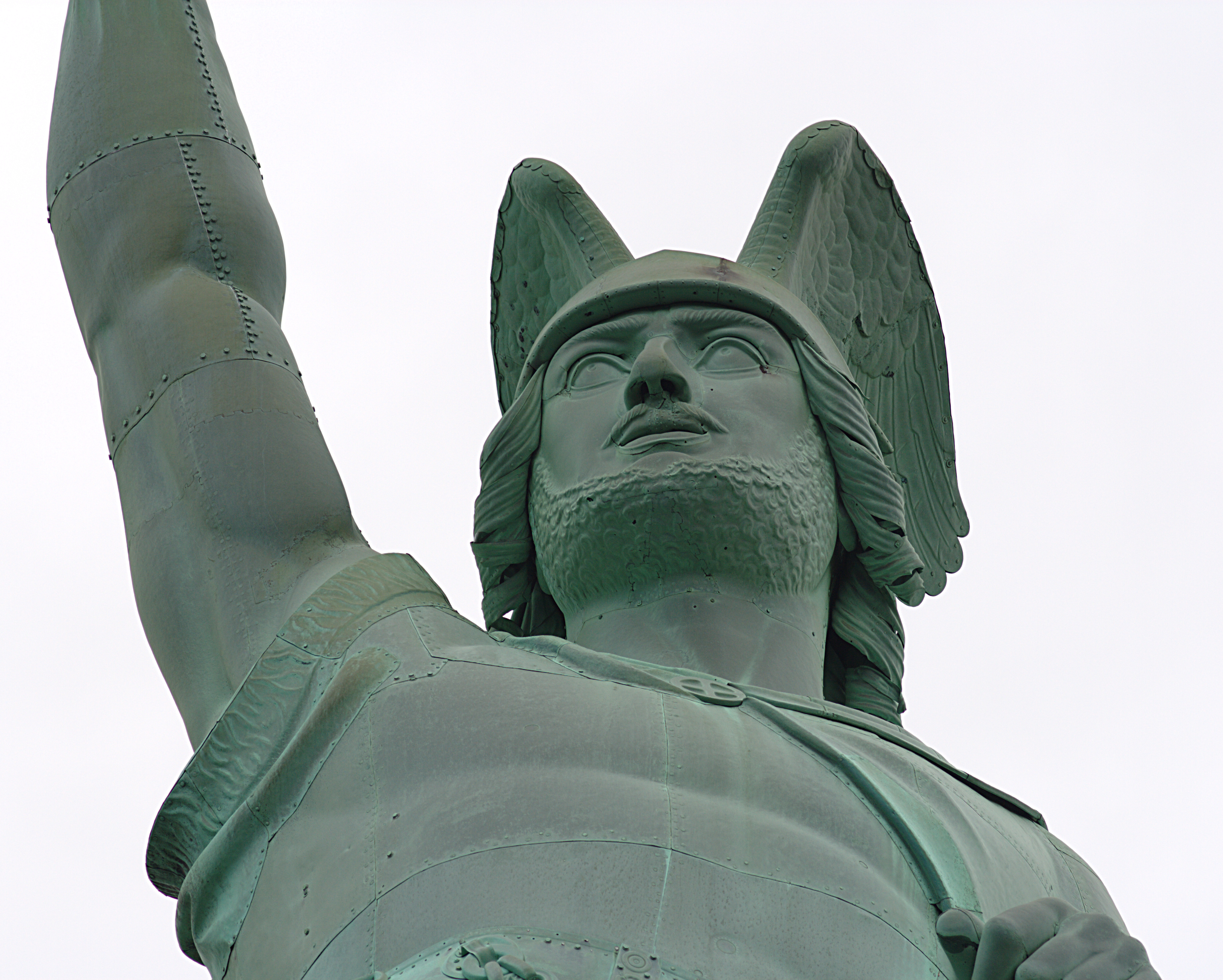
صورة تفصيلية تبدو فيها الألواح النحاسية للتمثال.

## اقرأ أيضاً

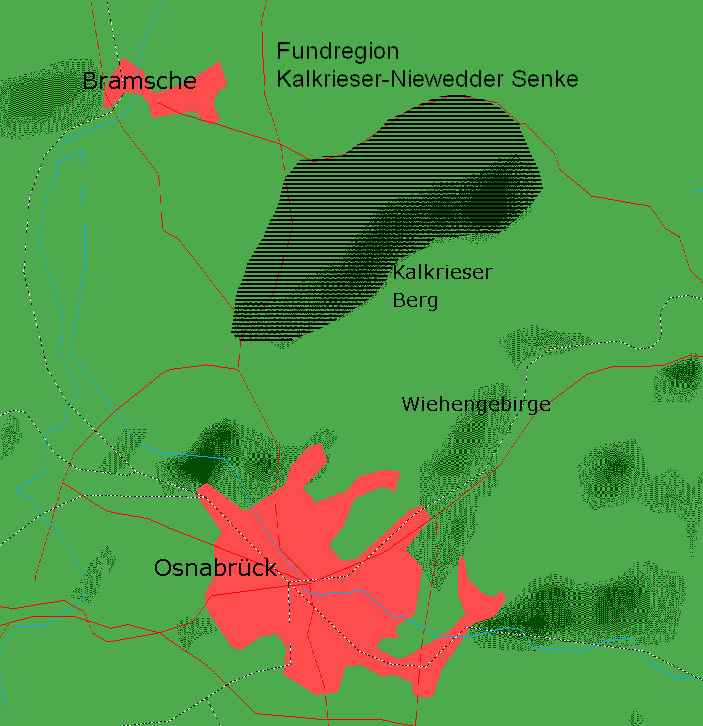
خريطة الموقع المرجح لمعركة غابة تويتوبورغ في شمال ألمانيا.

- صخور اكسترنشتاينه
- أرمينيوس
- دتمولد
- معركة غابة تيوتوبورغ
- اسبوع كيل
- روتنبورج
- جبال الإلبه الحجرية الرملية
- دويتشيز إيك
- طاولة الشيطان

```
عن السياحة
```